# Glypta severa
Glypta severa är en stekelart som beskrevs av Dasch 1988. Glypta severa ingår i släktet Glypta och familjen brokparasitsteklar. Inga underarter finns listade i Catalogue of Life.